# Ricardo Tormo Blaya
Ricardo Tormo Blaya   (Aiacor, 7 de setembre de 1952 - València, 27 de desembre de 1998) va ser un pilot de motociclisme valencià que va guanyar dos campionats del món de 50cc (1978 i 1981), tots dos amb una Bultaco, a més de quatre campionats d'Espanya en la categoria de 50cc i quatre més en la de 125cc. La seva carrera es va estroncar abans d'hora arran d'un accident que va patir el 1984 en què es va fracturar greument la cama mentre provava una Derbi de competició en un polígon industrial.
Tormo va ser el primer valencià a guanyar un campionat del món de motociclisme i alhora el primer catalanoparlant, encetant així una llista que, a data del 2024, incloïa cinc valencians, dotze catalans i quatre mallorquins. El 1998 es va morir a València a conseqüència d'una leucèmia que li va ser diagnosticada el 1996. En la seua memòria, el circuit de Xest, on s'organitzen Grans Premis de motociclisme i altres curses d'importància, duu el seu nom: "Circuit de la Comunitat Valenciana Ricardo Tormo".

## Carrera esportiva

### Primers anys
Nascut en Aiacor, pedania de Canals, al si d'una família humil (el seu pare, Ricardo Tormo Vidal, era paleta i un conegut versador de cant d'estil), Ricardo Tormo era el gran de quatre germans, al costat de Pascual, Paco i Antonio (Toni). Cap a 1960, quan Ricardo tenia vuit anys, la família s'establí a Canals, on ell va mostrar un interès primerenc per la mecànica i dedicava bona part del temps a treballar al taller del seu oncle Pascual. També el seu germà Toni va arribar a ser un bon mecànic i va treballar per a Ricardo durant la temporada de 1983 del campionat del món.
Tormo era conegut familiarment com a Ricardet. Aficionat al ciclisme, a 14 anys va patir una forta caiguda en una cursa local que el va fer abandonar aquest esport i centrar el seu interès en el motociclisme. Aleshores es va comprar la seva primera motocicleta, una antiga Ducson 49 que va restaurar al taller del seu oncle.
El 1971, a divuit anys, va debutar amb una Derbi 74 en una cursa a Cullera (Ribera Baixa) on quedà segon, però atesa l'oposició dels seus pares, que no aprovaven la seva afició, no va tornar a córrer fins al 1972. Aquell any va guanyar la prova inaugural del campionat Junior de 75cc, disputada a Guadassuar (Ribera Alta). El 1973 va ser quart al campionat d'Espanya de 50cc i va debutar al mundial de motociclisme en la cursa d'aquesta cilindrada del Gran Premi d'Espanya, al Jarama, on fou desè amb una Derbi 50 RAN.
El 1974, Tormo es convertí en pilot professional. Pilotant una Kreidler amb el patrocini del fabricant de roba interior canalí Ferrys, aconseguí els seus primers èxits al campionat d'Espanya de 50cc i hi acabà en tercer lloc. El 1975 va patir un seriós accident en una cursa del campionat d'Espanya a Guadalajara en què es trencà la tíbia i el peroné. Tot i així, acabà els campionats de 50 i 125cc en tercer lloc i el de 250cc, on participava amb una Bultaco amb cilindre de Pursang, en el quart. El 1976, amb la Kreidler, va ser subcampió d'Espanya de 50cc per darrere de Nieto. Aquell any, a més, va tornar a participar al Gran Premi d'Espanya (ara al circuit de Montjuïc) i aquest cop, amb la Kreidler, hi acabà sisè.
El 1977, Bultaco el fitxà com a company d'equip d'Ángel Nieto per a pilotar les TSS Mk2. Al llarg dels anys, la carrera de Tormo va estar molt lligada a la de Nieto, ja fos com a companys d'equip o com a rivals. Del 1977 al 1981, Tormo va guanyar quatre campionats d'Espanya de 50 i tres de 125cc ininterrompudament i encara en guanyà un altre de 125cc el 1983 (els de 1981 i 1983, amb motocicletes italianes Sanvenero i MBA respectivament).

### Al mundial de motociclisme

#### Bultaco (1977-1979)

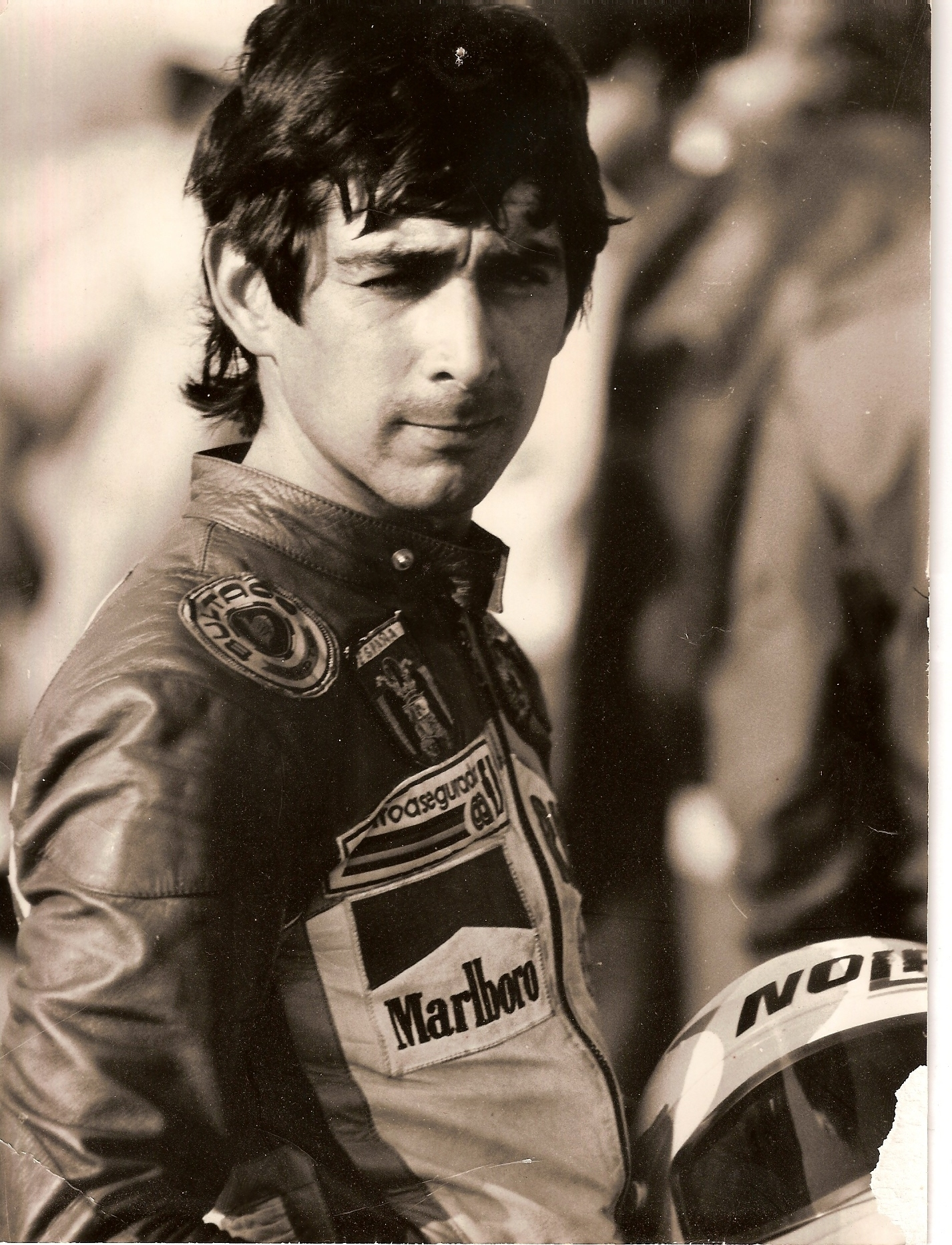
Tormo cap a 1978

Durant la seva etapa a Bultaco, Tormo esdevingué un dels protagonistes del mundial de motociclisme, aconseguint els seus dos títols de Campió del Món amb aquesta marca. El 1977 va obtenir la seva primera victòria en Gran Premi en guanyar l'última cursa de l'any, el Gran Premi de Suècia, disputat a Anderstorp sota la pluja. Tormo sempre va demostrar una gran habilitat en pista mullada. Aquell any va acabar tercer al mundial, darrere del campió Nieto i d'Eugenio Lazzarini, i guanyà el campionat d'Espanya per davant de Nieto.
La temporada de 1978, Tormo va obtenir el seu primer títol de campió del món de 50cc després de guanyar cinc de les set curses del campionat, amb un avantatge de 35 punts sobre el subcampió, Lazzarini, que guanyà les altres dues. Nieto, aquell any, només va competir a la categoria de 125cc, on fou subcampió amb una Minarelli. Tormo completà el seu èxit en guanyar el campionat d'Espanya de 50cc i acabar segon al de 125cc.
El 1979, Tormo va tenir una temporada complicada. Al mundial de 50cc, tot i disposar de la millor moto, va encadenar nombroses avaries i caigudes i només va poder acabar el Gran Premi de Iugoslàvia, on fou cinquè. Al de 125cc, amb una Bultaco menys potent que les Minarelli i Morbidelli, va patir també imprevistos però va poder acabar tres curses, totes tres al podi, amb dos segons llocs i una victòria (al Gran Premi de Finlàndia, a Imatra), cosa que li va valdre el setè lloc final al campionat. Al campionat d'Espanya, però, va aconseguir els títols de 50 i 125cc.

#### Després de Bultaco (1980-1984)
El 1980, Tormo va competir amb una Kreidler amb què guanyà dos Grans Premis i acabà quart al mundial de 50cc i amb una MBA amb què fou dotzè al de 125cc. Al campionat d'Espanya, va revalidar els seus títols de campió de 50 i 125cc. El 1981 es tornà a proclamar campió del món de 50cc després de dominar la categoria i guanyar sis de les set curses del campionat amb la seva antiga Bultaco, ara sense cap suport de fàbrica (a punt de tancar definitivament) i amb el nom comercial de Motul Bultaco. Al mundial de 125cc hi va córrer amb una Sanvenero amb què va guanyar el Gran Premi de Suècia i acabà vuitè al campionat. Amb aquella mateixa moto va guanyar el campionat d'Espanya de 125cc.
La temporada del 1982, Tormo continuà amb la Motul al mundial de 50cc, que acabà en quarta posició, i amb la Sanvenero al de 125cc, on fou cinquè. Una de les curses més igualades de la història del mundial de 125cc va tenir lloc a Silverstone aquell any. Oficialment, Ángel Nieto es va adjudicar el Gran Premi per davant de Tormo, però, de fet, encara avui es desconeix qui va travessar abans la línia de meta. En aquella època, el sistema de foto finish encara no s'havia implantat al motociclisme.
El 1983, Tormo canvià la seva antiga Motul 50 per una Garelli i la Sanvenero 125 per una MBA. Va obtenir una victòria en ambdós campionats del món i els va acabar en setena i cinquena posició respectivament. La victòria que va obtenir al mundial de 50cc, al Gran Premi de San Marino, va ser la darrera que va aconseguir ningú en aquest campionat, que fou cancel·lat en acabar la temporada i es va substituir pel nou de 80cc a partir de 1984. Pel que fa al campionat d'Espanya, va guanyar el de 125cc amb la Sanvenero.

### L'accident de 1984

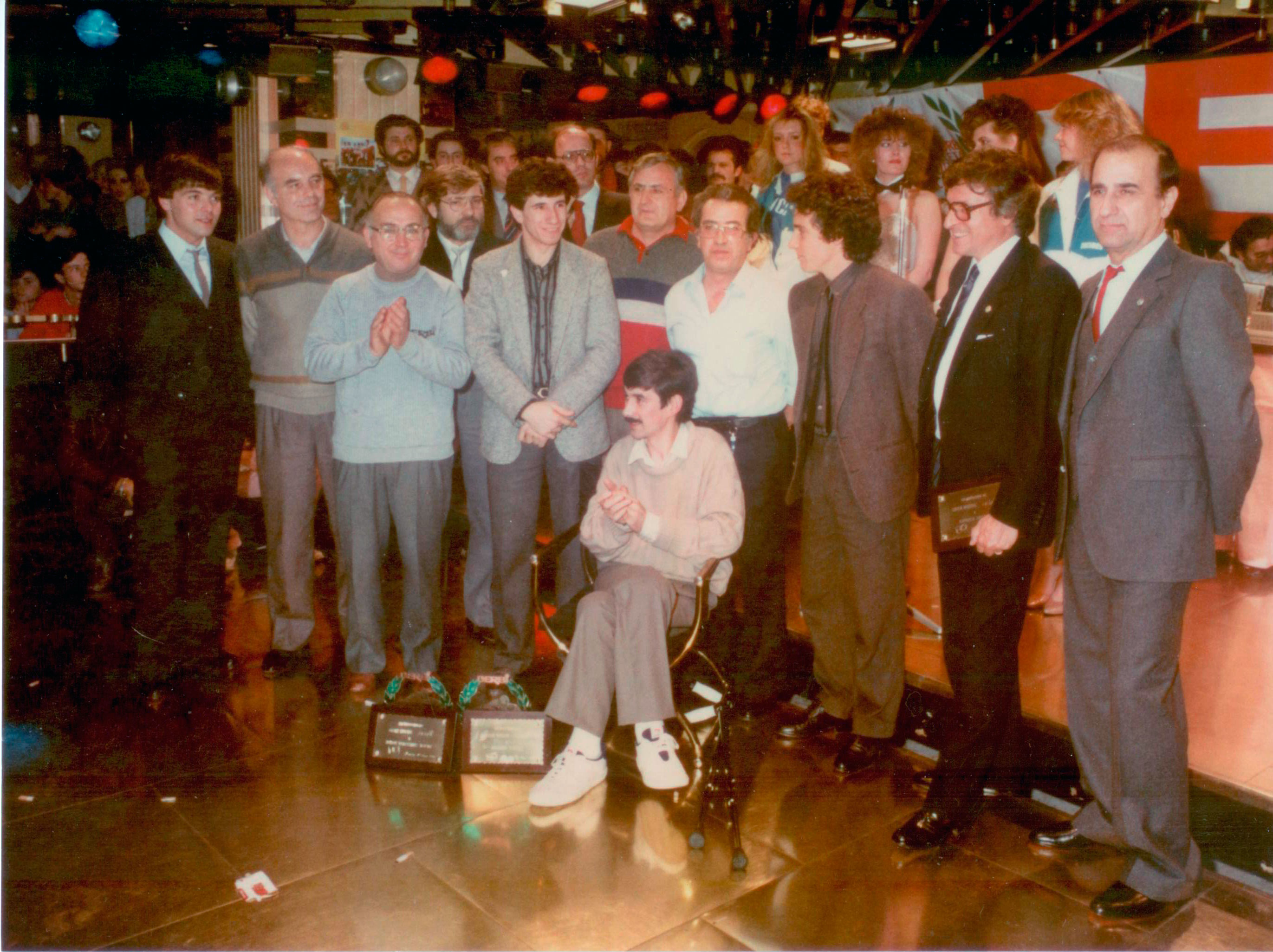
Tormo (assegut) en un homenatge que se li reté cap a 1986

En acabar la temporada de 1983, Tormo fitxà per Derbi al costat d'un aleshores jove Aspar, a qui apadrinava des del 1981, per a afrontar el proper campionat del món de 1984 en la cilindrada petita, ara augmentada als 80cc. En la primera cursa d'aquella temporada (el Gran Premi de les Nacions a Misano) va tenir problemes mecànics mentre anava segon i es va haver de retirar. La ronda següent era el Gran Premi d'Espanya, al Jarama. Abans d'aquella cursa, Derbi volia fer unes proves i les va programar per al 24 d'abril.
Com que a l'època només hi havia dos circuits permanents a l'estat (Jarama i Calafat), Derbi feia de tant en tant les proves al polígon industrial de Martorelles, pròxim a la fàbrica. Aquell 24 d'abril, mentre provava la moto, Tormo tingué un accident en xocar anant a 160 km/h contra un Simca 1000 que circulava pel polígon i que no havia sigut aturat per un error humà. Com a conseqüència, Tormo es va destrossar una cama (patí 10 fractures al cos i prop de 100 a la cama dreta) i ací va acabar la seua carrera com a pilot. Des d'aquell moment, el valencià va començar una llarga successió d'operacions en què arribaren a operar-lo fins a 27 vegades. Tot i així, ell no defallia i la seva intenció va ser sempre recuperar-se per a poder tornar a córrer. La complicació de les seves lesions, però, li ho va impedir.
Malgrat haver quedat apartat de les curses, Tormo va seguir lligat al món del motociclisme. El 1987 va dirigir l'equip de Derbi al Campionat d'Europa de 80cc, format per Julián Miralles i Àlex Crivillé. Més tard, va ajudar pilots joves amb talent, entre ells Jerónimo Vidal i Héctor Faubel. També va participar en iniciatives dins l'àmbit de l'educació viària, com ara en campanyes destinades a la normalització de l'ús del casc o com a membre de la plataforma anomenada "Taula contra els Accidents de Trànsit".

## Vida personal
Ricardo Tormo es relacionava amb moltes celebritats de l'època. Era amic de Kempes, del Genovés i de Mercedes Milà entre d'altres. El 1984, mentre estava convalescent de l'accident a Martorelles, Maradona el va visitar a l'hospital.
El 1978, quan se n'anava en cotxe a disputar el Gran Premi de Iugoslàvia amb el també pilot de Bultaco Daniel Mateos, en aturar-se en un semàfor a Barcelona els van atracar i se'ls hi van endur tot, cotxe inclòs. Al cap de poques setmanes va aparèixer una notícia als diaris en què s'informava de la detenció del Vaquilla. A la foto que la il·lustrava s'hi veia el Vaquilla, ja detingut, amb una samarreta de les que duia Tormo al cotxe aquell dia per a celebrar el seu títol de campió (una samarreta que s'havia fet estampar poc abans amb la seva imatge i el lema "Ricardo Tormo, Campeón del Mundo"). Aquesta foto va fer saber a Tormo i a tothom que l'autor de l'atracament havia estat el cèlebre delinqüent barceloní.

## Distincions

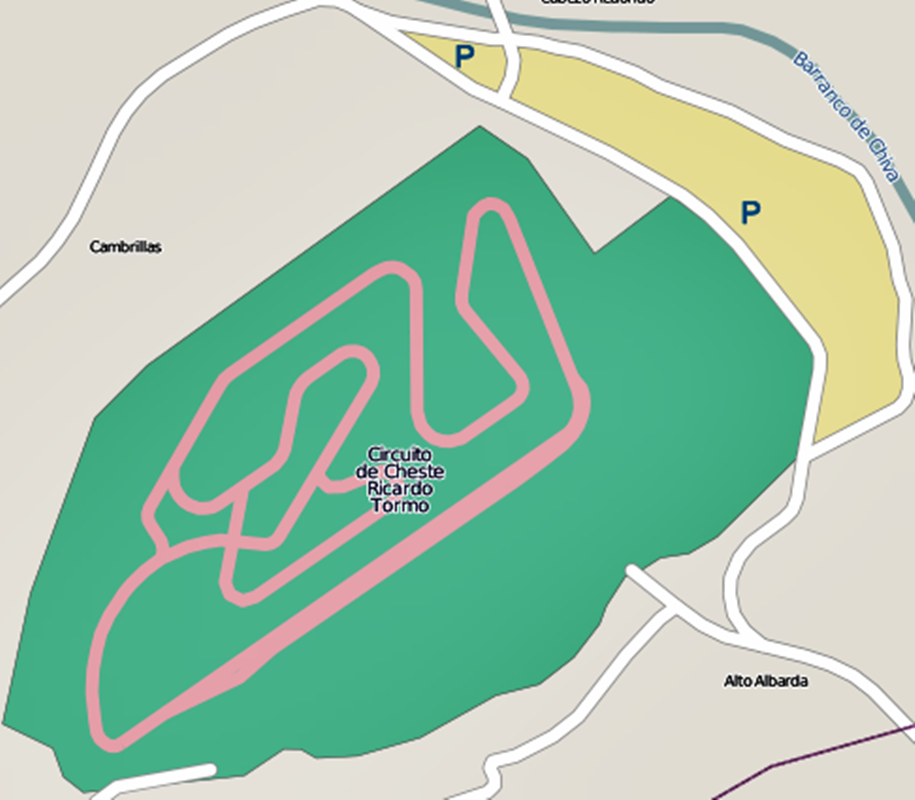
Mapa del Circuit Ricardo Tormo

Durant els darrers anys de la seva vida, Tormo va rebre diversos reconeixements, entre ells:
- Insígnia d'or i brillants del València C.F.
- Medalla d'or al mèrit motociclista de la RFME
- Medalla d'or en les Distincions de la Generalitat Valenciana al Mèrit Esportiu (1994)[19]
- La portada de l'àlbum Bultacos y Montesas de Los Sencillos, llançat el 1997, és una foto de Tormo corrent amb la Bultaco 50 el 1978
- El 1999 es va inaugurar oficialment el Circuit de la Comunitat Valenciana Ricardo Tormo
- El pavelló municipal de Canals s'anomena oficialment Pavelló Municipal Ricardo Tormo[20][21]

## Resultats al Mundial de motociclisme
Barem de puntuació de 1969 a 1987:
| Posició | 1  | 2  | 3  | 4 | 5 | 6 | 7 | 8 | 9 | 10 |
| Punts   | 15 | 12 | 10 | 8 | 6 | 5 | 4 | 3 | 2 | 1  |

(Ids. Grans Premis | Llegenda) (Curses en negreta indiquen pole; curses en  itàlica indiquen volta ràpida)
| Any  | Categoria | Moto              | 1      | 2     | 3      | 4      | 5       | 6      | 7      | 8     | 9      | 10    | 11    | 12    | 13    | 14    | Punts | Posició | Victòries |
| ---- | --------- | ----------------- | ------ | ----- | ------ | ------ | ------- | ------ | ------ | ----- | ------ | ----- | ----- | ----- | ----- | ----- | ----- | ------- | --------- |
| 1973 | 50cc      | Derbi             | GER -  | NAT - | YUG -  | DTT -  | BEL -   | SWE -  | ESP 10 |       |        |       |       |       |       |       | 1     | 28è     | 0         |
| 1976 | 50cc      | Kreidler          | FRA -  | NAT - | DTT -  | BEL -  | SWE -   | FIN -  | GER -  | ESP 6 |        |       |       |       |       |       | 5     | 19è     | 0         |
| 1977 | 50cc      | Bultaco           | GER -  | NAT 2 | ESP 3  | YUG 2  | DTT 2   | BEL 4  | SWE 1  |       |        |       |       |       |       |       | 69    | 3r      | 1         |
| 1978 | 50cc      | Bultaco           |        | ESP 2 |        |        | NAT 1   | DTT 2  | BEL 1  |       |        |       | GER 1 | CSR 1 | YUG 1 |       | 99    | 1r      | 5         |
| 1978 | 125cc     | Bultaco           | VEN -  | ESP - | AUT 10 | FRA -  | NAT -   | DTT -  | BEL -  | SWE - | FIN -  | GBR - | GER - |       | YUG - |       | 1     | 30è     | 0         |
| 1979 | 50cc      | Bultaco           |        |       | GER -  | NAT -  | ESP -   | YUG 5  | DTT -  | BEL - |        |       |       |       | FRA - |       | 6     | 17è     | 0         |
| 1979 | 125cc     | Bultaco           | VEN -  | AUT - | GER -  | NAT -  | ESP -   | YUG -  | DTT 2  | BEL - | SWE -  | FIN 1 | GBR - | CSR - | FRA 2 |       | 39    | 7è      | 1         |
| 1980 | 50cc      | Kreidler Van Veen | NAT -  | ESP 5 |        | YUG 1  | DTT 1   | BEL -  |        |       |        | GER - |       |       |       |       | 36    | 4t      | 2         |
| 1980 | 125cc     | MBA               | NAT -  | ESP 5 | FRA -  | YUG -  | DTT 6   | BEL 9  | FIN -  | GBR - | CSR -  | GER - |       |       |       |       | 13    | 12è     | 0         |
| 1981 | 50cc      | Motul Bultaco     |        |       | GER -  | NAT 1  |         | ESP 1  | YUG 1  | DTT 1 | BEL 1  | SM 1  |       |       |       | CSR - | 90    | 1r      | 6         |
| 1981 | 125cc     | Sanvenero         | ARG -  | AUT - | GER -  | NAT -  | FRA -   | ESP -  | YUG -  | DTT 8 |        | SM 4  | GBR 9 | FIN 4 | SWE 1 | CSR - | 36    | 8è      | 1         |
| 1982 | 50cc      | Motul             |        |       |        | ESP -  | NAT 2   | DTT 3  |        | YUG 3 |        |       |       |       | SM -  | GER 4 | 40    | 4t      | 0         |
| 1982 | 125cc     | Sanvenero         | ARG 2  | AUT - | FRA -  | ESP 8  | NAT -   | DTT 5  | BEL 1  | YUG 3 | GBR 2  | SWE - | FIN - | CSR 3 |       |       | 52    | 5è      | 1         |
| 1983 | 50cc      | Garelli           | FRA -  | NAT - | GER -  | ESP -  |         | YUG NC | DTT 3  |       |        |       | SM 1  |       |       |       | 25    | 7è      | 1         |
| 1983 | 125cc     | MBA               | FRA 1  | NAT 4 | GER NC | ESP 10 | AUT DSQ | YUG NC | DTT 2  | BEL 3 | GBR NC | SWE 5 | SM NC |       |       |       | 52    | 5è      | 1         |
| 1984 | 80cc      | Derbi             | NAT NC | ESP - | AUT -  | GER -  | YUG -   | DTT -  | BEL -  | SM -  |        |       |       |       |       |       | 0     | -       | 0         |